# Bad Obsession
Bad Obsession è il primo romanzo dello scrittore rock neozelandese Ken Paisli, pubblicato nel 2016. 
Alcuni personaggi del libro sono ispirati a membri della band dei Guns N' Roses.

## Trama
Una rock band americana di successo parte per un tour europeo portandosi appresso mille problemi: alcool, droghe, relazioni sbagliate e vecchi attriti. E poi c'è il cantante, che nasconde un oscuro segreto. Fra riff pompati a tutto volume e inspiegabili omicidi, un giornalista rock di poco talento cerca di capire perché il tanto decantato sogno americano sia diventato una brutta ossessione.

## Edizioni
- Ken Paisli, Bad Obsession, traduzione di Federico Traversa, prefazione di Laura Gramuglia, Chinaski edizioni, 2016,  p. 208.